# Бенвил (Манш)
Бенвил (фр. Besneville) насеље је и општина у северној Француској у региону Доња Нормандија, у департману Манш која припада префектури Шербур-Октевил.
По подацима из 2011. године у општини је живело 681 становника, а густина насељености је износила 37,27 становника/km². Општина се простире на површини од 18,27 km². Налази се на средњој надморској висини од 60 метара.

## Демографија
| 1962. | 1968. | 1975. | 1982. | 1990. | 1999. | 2011. |
| ----- | ----- | ----- | ----- | ----- | ----- | ----- |
| 600   | 682   | 580   | 564   | 536   | 516   | 681   |

График промене броја становника у току последњих година